# Kanton Saint-Christophe-en-Bazelle
Der Kanton Saint-Christophe-en-Bazelle war von 1790 bis 2015 ein französischer Wahlkreis im Arrondissement Issoudun, im Département Indre und in der Region Centre-Val de Loire; sein Hauptort war Saint-Christophe-en-Bazelle.
Im Zuge der Neuordnung der französischen Kantone im Jahr 2015 wurde der Kanton aufgelöst und seine bisherigen Gemeinden anderen Kantonen zugewiesen.

## Gemeinden
Der Kanton umfasste die Wahlberechtigten aus zwölf Gemeinden.
| Gemeinde                    | Einwohner Jahr | Fläche km² | Bevölkerungsdichte | Postleitzahl | Code INSEE |
| --------------------------- | -------------- | ---------- | ------------------ | ------------ | ---------- |
| Anjouin                     | 338 (2013)     | –          | – Einw./km²        | 36210        | 36004      |
| Bagneux                     | 181 (2013)     | –          | – Einw./km²        | 36210        | 36011      |
| Chabris                     | 2731 (2013)    | –          | – Einw./km²        | 36210        | 36034      |
| Dun-le-Poëlier              | 459 (2013)     | –          | – Einw./km²        | 36210        | 36068      |
| Menetou-sur-Nahon           | 121 (2013)     | –          | – Einw./km²        | 36210        | 36115      |
| Orville                     | 131 (2013)     | –          | – Einw./km²        | 36210        | 36147      |
| Parpeçay                    | 224 (2013)     | –          | – Einw./km²        | 36210        | 36151      |
| Poulaines                   | 916 (2013)     | –          | – Einw./km²        | 36210        | 36162      |
| Sainte-Cécile               | 96 (2013)      | –          | – Einw./km²        | 36210        | 36183      |
| Saint-Christophe-en-Bazelle | 395 (2013)     | –          | – Einw./km²        | 36210        | 36185      |
| Sembleçay                   | 102 (2013)     | –          | – Einw./km²        | 36210        | 36217      |
| Varennes-sur-Fouzon         | 709 (2013)     | –          | – Einw./km²        | 36210        | 36229      |